# Bankfurt
Bankfurt ist ein in den 1970er Jahren aufgekommener Dysphemismus für die Stadt Frankfurt am Main.

## Begriffsentstehung

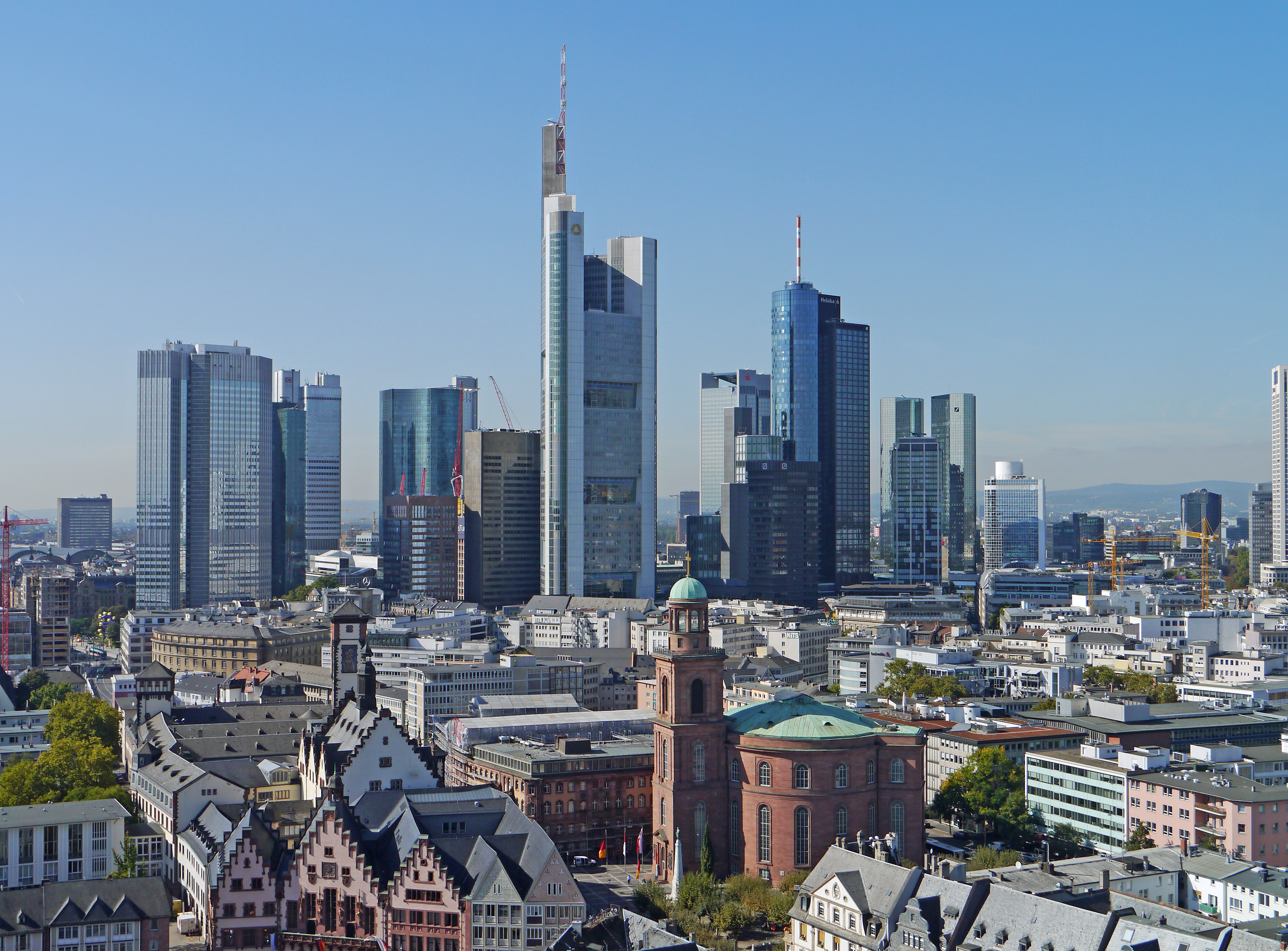
Blick auf das Bankenviertel vom Frankfurter Dom, 2012

Frankfurt am Main ist seit dem Mittelalter ein bedeutender Finanzplatz. Nach der Zerstörung der mittelalterlichen Altstadt durch die Luftangriffe auf Frankfurt am Main im Zweiten Weltkrieg entstand beim Wiederaufbau in den 1950er und 1960er Jahren ein vollkommen neues Stadtbild, das durch zahlreiche Hochhäuser geprägt war. Einen Schwerpunkt bildeten dabei von Anfang an die im hochverdichteten Bankenviertel angesiedelten Verwaltungsgebäude der Großbanken.
Der Spitzname Bankfurt entstand zur Zeit des Frankfurter Häuserkampfes Anfang der 1970er Jahre. Wie die gleichzeitig aufgekommenen Begriffe Mainhattan und Krankfurt diente er in der politischen Auseinandersetzung als Schimpfwort, um einen rücksichtslosen Kapitalismus zu attackieren, für den die Banken und ihre Hochhäuser standen. Folge sei die bewusste Zerstörung gewachsener Stadtviertel und ungezügeltes Profitstreben zu Lasten der alteingesessenen Bevölkerung. Der Ruf der Stadt litt zudem unter häufigen Straßenschlachten zwischen Demonstranten und Polizei. Organisierte Kriminalität, beispielsweise Drogenhandel, zeigten sich vor allem im Frankfurter Rotlichtviertel, das direkt neben dem Bankenviertel liegt. Frankfurt galt damals  als hässlich und „unregierbar“.
1979 veröffentlichte die Frankfurter Rockband Strassenjungs den Titel Bankfurt mit dem Refrain:

„Bankfurt, Bankfort,
ich wollt es wär hier jede Bank fort,
es geh’n so viele von dir krank fort,
bald fegt den ganzen Mist der Punk fort.“

Seit den 1980er Jahren entwickelte sich die Frankfurter Skyline zum Wahrzeichen der Stadt und zum Symbol für Prosperität und Zukunftsorientierung. Die Bevölkerung identifizierte sich zunehmend mit ihren Hochhäusern, die spätestens seit Beginn des 21. Jahrhunderts als neues Wahrzeichen der Stadt gelten.
Seit den 1990er Jahren wird der Begriff Bankfurt seltener verwendet. Seine negative Konnotation im Hinblick auf Frankfurt hat er weitgehend verloren, ohne dass er jedoch wie Mainhattan zu einem positiven Symbolbegriff für die Stadt wurde.